# 普拉多塞加尔
普拉多塞加尔，是西班牙卡斯蒂利亚-莱昂阿维拉省的一个市镇。 总面积11km2, 总人口167人（2001年），人口密度15人/km2。